# Robert C. Winthrop
Robert C. Winthrop (Boston, 1809. május 12. – Boston, 1894. november 16.) az Amerikai Egyesült Államok szenátora (Massachusetts, 1850–1851).